# Бодирога, Деян
Де́ян Бодиро́га (серб. Дејан Бодирога; род. 2 марта 1973, Зренянин, САК Воеводина) — югославский и сербский баскетболист, двукратный чемпион мира и трёхкратный чемпион Европы, вице-чемпион Олимпийских игр 1996 года в составе национальный сборной. В 1995 году был выбран под 51-м номером на драфте НБА клубом «Сакраменто Кингз», но так и не сыграл в НБА, проведя всю карьеру в различных европейских клубах.
14 сентября 2022 года Деян Бодирога стал новым президентом Евролиги.

## Достижения

### Командные трофеи
Клубы
- 1995-96: Олимпия Милан — чемпионат Италии, Кубок Италии
- 1996-97: Реал Мадрид: Европейский Кубок
- 1998-99: Панатинаикос: чемпионат Греции
- 1999-00: Панатинаикос: Евролига, чемпионат Греции
- 2000-01: Панатинаикос: чемпионат Греции
- 2001-02: Панатинаикос: Евролига
- 2002-03: Барселона: Евролига, чемпионат Испании, Кубок Испании
- 2003-04: Барселона: чемпионат Испании, Суперкубок Испании

Сборная Югославии
- Чемпионат мира: 2 золотые медали (1998, 2002)
- Чемпионат Европы: 3 золотые медали (1995, 1997, 2001), 1 бронзовая (1999)
- Олимпийские игры: 1 серебряная медаль (1996)

### Личные
- Самый ценный игрок чемпионата Испании: 1997/98
- Самый ценный игрок чемпионата мира: 1998
- Лучший спортсмен Югославии: 1998
- Самый ценный игрок чемпионата Греции: 1998-99
- Самый ценный игрок стадии Топ-16 Евролиги: 2001-02
- Самый ценный игрок финала чемпионата мира: 2002
- Самый ценный игрок Финала четырёх Евролиги: 2001-02, 2002-03
- Включён в символическую сборную Евролиги: 2001-02, 2002-03, 2003-04
- Самый ценный игрок кубка Испании: 2003
- Самый ценный игрок суперкубка Испании: 2004
- Самый ценный игрок финала чемпионата Испании: 2004
- В 2008 году включён в список 50 человек, внесших наибольший вклад в развитие Евролиги